# Arkkusaari (ö i Norra Karelen, Joensuu, lat 62,41, long 30,17)
Arkkusaari är en ö i Finland. Den ligger i sjön Rauanjärvi och i kommunen Joensuu i den ekonomiska regionen  Joensuu ekonomiska region  och landskapet Norra Karelen, i den sydöstra delen av landet, 400 km nordost om huvudstaden Helsingfors. Öns area är 0,1 hektar och dess största längd är 80 meter i sydöst-nordvästlig riktning.